# René Holten Poulsen
Rene Holten Poulsen est un kayakiste danois multiple champion du monde pratiquant la course en ligne. Durant la saison 2015, il devient champion d'Europe et champion du monde en K1 500m. La même année, il remporte sur le K1 1000m la médaille d'argent aux championnats d'Europe et la médaille d'or aux championnats du monde.